# Göran Ravnsborg

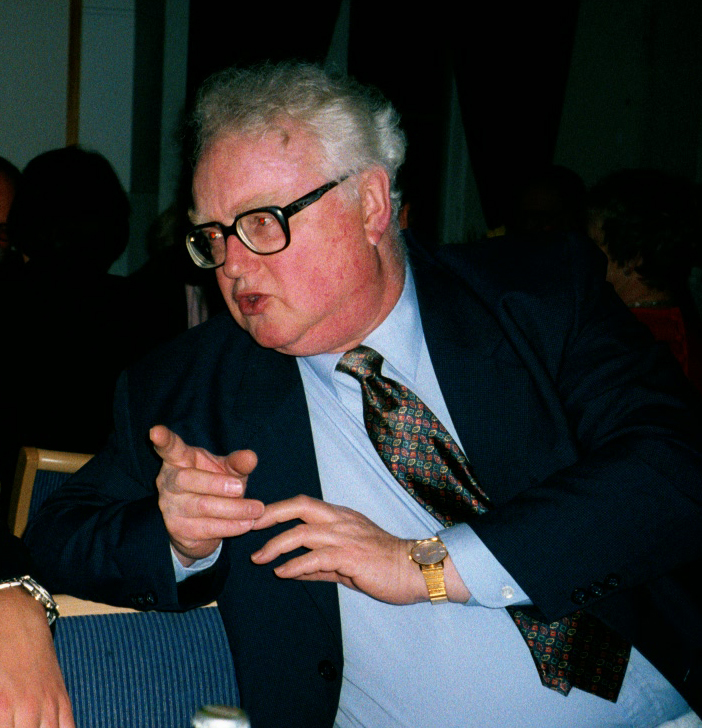
Göran Ravnsborg i animerat samspråk under en spexsittning på Akademiska Föreningen mars 2002.

Göran Ravnsborg, född 4 maj 1933, död 21 januari 2006 i Lund, var en svensk jurist, universitetslärare, lokalpolitiker och lundaprofil.
Efter studentexamen som helklassiker vid Göteborgs högre samskola 1952 avlade han juris kandidatexamen 1960 vid Lunds universitet. Han efterträdde Micha Markendag på Juridicum som universitetslektor för den propedeutiska kursen i juridik och ledde introduktionen i ämnet för många generationer jurister.
Under några år representerade han moderaterna i olika kommunala nämnder i Lund.
Som jurist engagerade han sig för den enskildes rätt mot myndigheters maktutövande och drev flera mål med framgång i Europadomstolen, bland annat det omskrivna "Pudas mot Sverige" (10426/83). Målet handlade om taxiföraren, vars far hungerstrejkade en vinter i en låda på Sergels torg i Stockholm för sonens rätt att driva linjetrafik med sin taxirörelse på en avlägsen rutt i Tornedalen. 
Ravnsborg var sekreterare i internationella stipendiefonden i Lund och förman för det sedermera nedlagda Internationella studenthuset. Han var länge universitetets meste vuxenstuderande med 44 terminer i Lunds Studentkårs deputeradeförsamling. På Akademiska Föreningens årsdag 2005 erhöll han Agardhmedaljen i guld efter att ha varit Akademiska Föreningens överstyrelses talman i 10 år. 
Ravnsborg var kurator 1960 och inspektor för Göteborgs nation i Lund 1977-1986, hedersledamot av Hallands nation samt inspector för Juridiska föreningen 1992-1998. Han var en utåtriktad sällskapsbroder bland annat i Samfundet SHT; han var revisor i Grandiosa sällskapet. Ravnsborg utövade gärna kvartettsång samt var medlem i Lunds Studentsångförening.

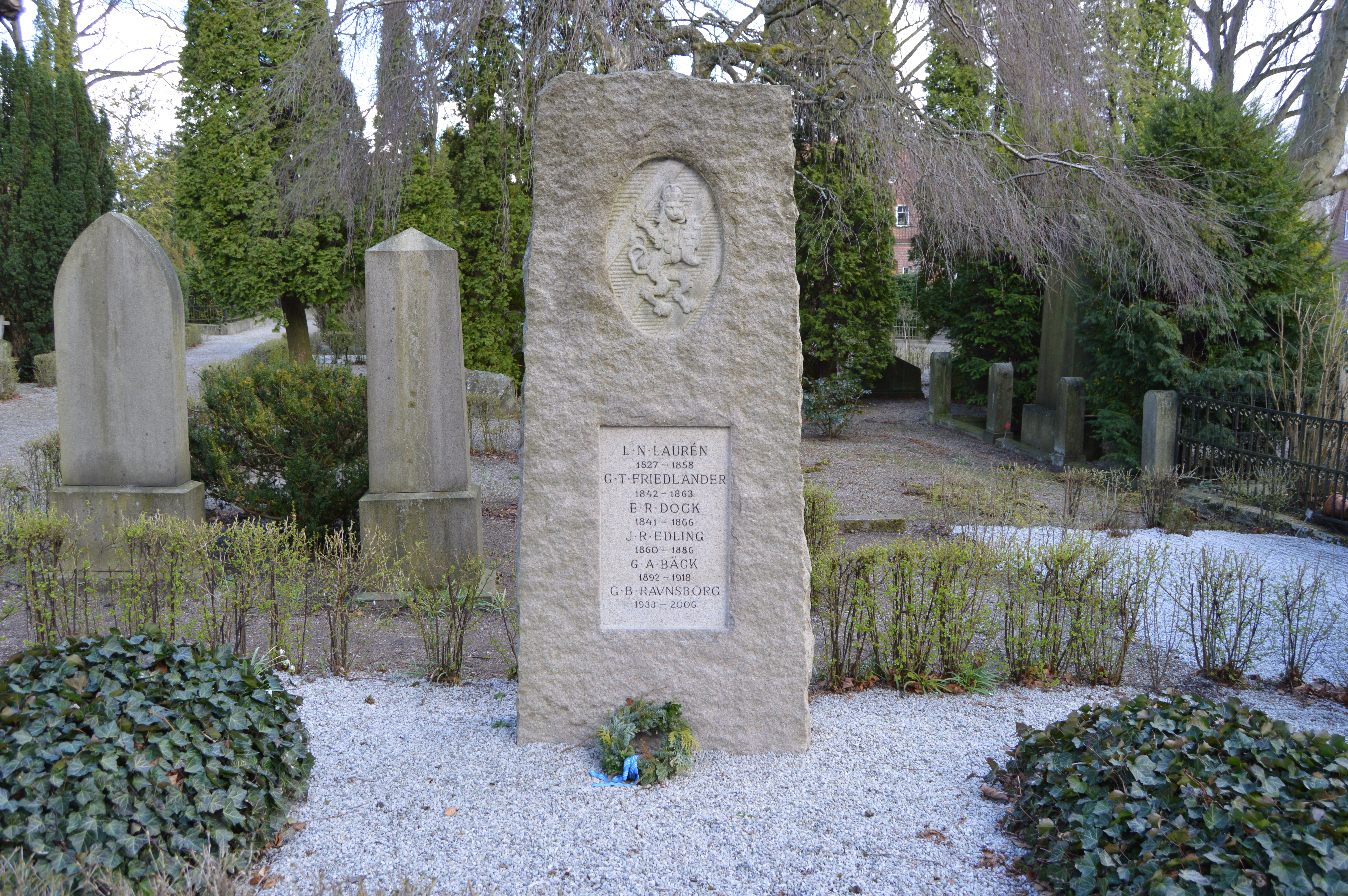
Göteborgs nationsgrav på Östra kyrkogården i Lund.

Ravnsborgs uttryckliga vilja var att få kistbegravas i Göteborgs nations grav på Östra kyrkogården i Lund. Kyrkogårdsförvaltningen vägrade med hänvisning till att man i så fall var tvungen att ta bort två äldre lindar, som står nära gravplatsen. Efter långvarig strid ända till Regeringsrätten gick kyrkogårdsförvaltningen slutligen med på att låta Ravnsborg gravsättas i nationsgraven den 20 februari 2009 i närvaro av företrädare för Göteborgs nation, Lunds Studentsångförening, Akademiska Föreningen m.fl. Officiant var förre universitetskanslern Carl-Gustaf Andrén.